# Powiat rosieński
Powiat rossieński lub rosieński – dawny powiat guberni kowieńskiej. Ośrodkiem było Rosienie. 
Herb powiatu przedstawiał tarczę rozdzieloną na dwie połowy; w górnej części mieszczący herb guberni, tj. pomnik w kształcie piramidy, w dolnej zaś dwa rogi obfitości na krzyż złożone. Opis powiatu rossieńskiego wydał Ignacy Buszyński (Wilno, 1874).